# レベッカ・マーサー
レベッカ・マーサー（英: Rebekah "Bekah" Mercer、1973年 - ）は、アメリカのマーサー財団の理事長、共和党後援者。父は計算機科学者のロバート・マーサー。
父ロバートとともにドナルド・トランプ政権で首席戦略官兼上級顧問を務めたスティーブン・バノンの後援者とされたが、トランプ大統領がバノンを非難した際は「私と家族もバノンとは数ヶ月も連絡しておらず、彼に何ら経済支援もされておらず、彼の最近の行動や発言も支持しない」と歩調を揃えた。
レベッカはアメリカ自然史博物館の委員会メンバーを務めたが、彼女の財団が気候変動を否定する人物・団体へ多額の寄付をしたことについて非難が集まったため、2回の任期を終えた後に退任している。